# قوات التحرير الوطنية
القوات الوطنية للتحرير (بالفرنسية: Forces nationales de libération)‏ هو حزب سياسي وجماعة متمردة سابقة في بوروندي. مجموعة عرقية الهوتو، كان الحزب معروفًا سابقًا باسم حزب تحرير شعب الهوتو والتزم بأيديولوجية سلطة الهوتو المتطرفة، ولكن منذ منتصف إلى أواخر العقد الأول من القرن الحادي والعشرين اعتدل في موقفه وتعاون مع حزب الاتحاد من أجل التقدم الوطني الذي يدعمه التوتسي في معارضة حكم بيير نكورونزيزا والمجلس الوطني للدفاع عن الديمقراطية - قوات الدفاع عن الديمقراطية.
كان حزب تحرير شعب الهوتو مشاركًا في الحرب الأهلية البوروندية. وكان الجناح المسلح لقوات التحرير الوطني. وكان بقيادة أجاثون رواسا ويقدر بحوالي 3000 مقاتل.
يقود جان بوسكو سيندايجايا الجناح المنشق.

## التكوين
تأسس حزب تحرير شعب الهوتو عام 1980 في مخيمات اللاجئين في تنزانيا، حيث فر الهوتو بعد اضطهاد الحكومة التي يقودها التوتسي. دعا الحزب إلى الكفاح المسلح وأنشأ جناحه المسلح، قوات التحرير الوطنية، في عام 1985. انفصلت جبهة التحرير الوطني عن الحزب في عام 1990، وانشق الجناح المسلح، بقيادة كوسان كابورا، عن الجناح السياسي للحزب في عام 1991. تم تغيير اسم الجناح السياسي للحزب إلى حزب تحرير الشعب - أجاكيزا بقيادة إتيان كاراتاسي. في عام 2002 انقسم الجناح العسكري السابق للحزب إلى فصيلين، أحدهما بقيادة كابورا والآخر بقيادة أغاثون رواسا.
بشكل عام، يأتي دعم حزب تحرير شعب الهوتو أكثر من المنطقة الوسطى من مورامفيا وبحيرة تنجانيقا، في حين أن المجلس الوطني للدفاع عن الديمقراطية، الحزب السياسي الرئيسي للهوتو، يستمد دعمه من منطقة بوروري الجنوبية.

## الحرب الأهلية
خلال الحرب الأهلية، ارتبط حزب حزب تحرير شعب الهوتو - قوات التحرير الوطنية بمقتل المونسنيور مايكل كورتني،  الممثل الرئيسي للكنيسة الكاثوليكية في بوروندي، ومذبحة تيتانيك إكسبريس ومذبحة غاتومبا التي قُتل فيها أكثر من 150 لاجئًا كونغوليًا من بانيامولينغ.
قاتل الحزب أيضًا في حرب الكونغو الثانية إلى جانب الجيش الكونغولي وجيش تحرير رواندا وماي ماي ضد الجيش البوروندي.
في أعقاب مذبحة غاتومبا، أعلنت مبادرة السلام في منطقة البحيرات العظمى أن حزب تحرير شعب الهوتو - قوات التحرير الوطنية منظمة إرهابية، ودعا رئيس جنوب إفريقيا، ثابو مبيكي، المحكمة الجنائية الدولية إلى ملاحقة الجناة.
كانت حزب تحرير شعب الهوتو - قوات التحرير الوطنية آخر جماعة متمردة من الهوتو توقع اتفاقية مع حكومة بوروندي، وقد وقعت في سبتمبر 2006 
وأدت الاتفاقات الأخرى إلى اتفاق نهائي في ديسمبر / كانون الأول 2008، وبموجبه غير أيضًا اسمه لإزالة «حزب تحرير شعب الهوتو» لترك فقط «قوات التحرير الوطنية» (لأن الأحزاب السياسية البوروندية قد لا تشير إلى الأعراق في أسمائها).
في 15 مايو 2009، أفادت اليونيسف أن 136 من الأطفال الجنود السابقين في قوات التحرير الوطنية قد عادوا إلى مجتمعاتهم في بوروندي.

## شعار الحزب
شعار الحزب عبارة عن قوس منحني وسهم موضوع بين مجرفة ومطرقة. علم الحزب أحمر مع نقش في الوسط وشعار الحزب باللون الأسود. يرمز اللون الأحمر إلى المعاناة التي يعاني منها شعب بوروندي. القوس المنحني والسهم يرمزان إلى النضال من أجل الحقوق والحريات الأساسية. المجرفة والمطرقة، اللتان تتقاربان، ترمزان إلى الالتزام في الوحدة بالتنمية الزراعية والصناعية، على التوالي. يرمز اللون الأخضر إلى الأمل في إقامة السلام والعدالة والديمقراطية في بوروندي.

## روابط خارجية
- القوات الوطنية للتحرير في المكتب الفرنسي لحماية اللاجئين والمهاجرين